# Bulbophyllum pabstii
Bulbophyllum pabstii là một loài phong lan thuộc chi Bulbophyllum.